# Симфония № 3 (Бетховен)
Симфония № 3 ми-бемоль мажор, op. 55 («Героическая») — симфония Людвига ван Бетховена.

## История создания и исполнения
Симфония была написана Бетховеном в честь Наполеона, его судьбы и героической деятельности, который был кумиром многих того поколения.
По свидетельству друзей, первый замысел о ней заронил французский генерал Ж. Б. Бернадотт, прибывший в Вену в феврале 1798 года в качестве посла революционной Франции.
Написана в 1803—1804 годах
В дальнейшем, из-за разочарования в политике Наполеона (принятие титула императора, что было воспринято как предательство демократических и республиканских идеалов революции), Бетховен вычеркнул его имя из партитуры симфонии, не изменив при этом ни одной ноты.
Узнав о ссылке императора на остров Святой Елены, Бетховен сказал: «Вставив в симфонию похоронный марш, я точно предчувствовал катастрофу».
Премьера симфонии состоялась в Вене 7 апреля 1805 года и прошла в одном концерте с симфонией Антона Эберля ми-бемоль мажор, op. 33, которую публика приняла лучше произведения Бетховена.
В первом издании 1806 года Третья симфония получила закрепившееся за ней название «Героическая» и была посвящена князю Францу Йозефу Максимилиану фон Лобковицу.

## Состав оркестра
Деревянные духовые
2 флейты
2 гобоя
2 кларнета (B)
2 фагота

Медные духовые
3 валторны (Es)
2 трубы (Es)
Ударные
Литавры
Струнные
I и II скрипки
Альты
Виолончели
Контрабасы

## Части
1. Allegro con brio — картина титанической, напряженной борьбы;
2. «Похоронный марш», трагическая кульминация;
3. Scherzo, своеобразный переход от трагедии к жизнерадостной атмосфере финала;
4. Final, апофеоз. Героическая борьба завершается победным ликованием.

## Оценки и влияние
«Она является каким-то чудом даже среди произведений Бетховена, — пишет Ромен Роллан. — Если в своем последующем творчестве он и двинулся дальше, то сразу он никогда не делал столь большого шага. Эта симфония являет собою один из великих дней музыки. Она открывает собою эру».
Г. Берлиоз писал про это произведение: «Редко приходилось мне встречать в музыке изображение печального настроения в столь совершенной форме, в таких благородных выражениях».
По словам П. И. Чайковского, лишь в третьей симфонии «раскрылась впервые вся необъятная, изумительная сила творческого гения Бетховена».
В триллере Альфреда Хичкока «Психо» героиня Веры Майлз находит в спальне Нормана Бэйтса пластинку с записью Героической симфонии Бетховена. В ответ режиссёр получил гневное письмо от одного из кинозрителей, в котором любитель классической музыки назвал это «прямым оскорблением композитора и очень слабой попыткой доказать, что его музыка годится только для лунатиков».